# Rikky von Opel
Frederick "Rikky" von Opel (New York, 1947. október 14. –) liechtensteini autóversenyző.

## Pályafutása
1972-ben brit Formula–3-as bajnok volt.
1973-ban és 1974-ben összesen tizennégy világbajnoki Formula–1-es nagydíjon vett részt. Ebből tíz alkalommal ért el a futamon való induláshoz szükséges limitet. Pontot egy alkalommal sem szerzett, legjobb eredménye két kilencedik helyezés az 1974-es svéd és holland versenyekről.
Dédapja, Adam Opel az Opel autógyár alapítója volt.

## Eredményei

### Teljes Formula–1-es eredménylistája
(Táblázat értelmezése)

(Félkövér: pole-pozícióból indult; dőlt: leggyorsabb kört futott) 

| Év   | Csapat                    | 1      | 2   | 3   | 4      | 5      | 6      | 7     | 8      | 9      | 10     | 11  | 12     | 13     | 14     | 15     | Helyezés | Pont |
| ---- | ------------------------- | ------ | --- | --- | ------ | ------ | ------ | ----- | ------ | ------ | ------ | --- | ------ | ------ | ------ | ------ | -------- | ---- |
| 1973 | Ensign                    | ARG    | BRA | RSA | ESP    | BEL    | MON    | SWE   | FRA 15 | GBR 13 | NED Ni | GER | AUT Ki | ITA Ki | CAN Hn | USA Ki | –        | 0    |
| 1974 | Ensign                    | ARG Ni | BRA | RSA |        |        |        |       |        |        |        |     |        |        |        |        | –        | 0    |
| 1974 | Motor Racing Developments |        |     |     | ESP Ki | BEL Ki | MON NK | SWE 9 | NED 9  | FRA NK | GBR    | GER | AUT    | ITA    | CAN    | USA    | –        | 0    |

## Külső hivatkozások
- Profilja a grandprix.com honlapon (angolul)
- Profilja a statsf1.com honlapon (angolul)